# فرازبان معنایی طبیعی
فرازبان معنایی طبیعی (به انگلیسی: Natural Semantic Metalanguage) یک نظریهٔ زبان‌شناختی، بر مبنای مفهومی از استاد لهستانی آندری بوگوسواسکی است. این نظریه توسط آنا ویرژبیتسکا در دانشگاه ورشو و بعد از آن در دانشگاه ملی استرالیا در دههٔ ۱۹۷۰ میلادی و همچنین توسط کلیف گودارد در دانشگاه گریفیث استرالیا بسط داده شده‌است.

## رویکرد
نطریهٔ فرازبان معنایی طبیعی می‌کوشد تا معنای همهٔ واژه‌ها را به یک سری مفاهیم اولیه یا بنیادها فرو بکاهد. مفاهیم اولیه جهانی هستند، به گونه‌ای که در تمامی زبان‌ها ترجمهٔ یکسانی دارند و به این معنا اولیه هستند که نمی‌توان آنها را توسط واژه‌های دیگر توصیف کرد.